# Alburnus battalgilae
Espèce
Statut de conservation UICN

 VU B2ab(i,ii,iii,iv,v) : Vulnérable
Alburnus battalgilae (en anglais Gediz shemaya) est un poisson d'eau douce de la famille des Cyprinidae.

## Répartition
Alburnus battalgilae est endémique de Turquie où cette espèce se rencontre notamment dans le fleuve Gediz à l'origine de son nom vernaculaire anglais.

## Publication originale
- Özuluğ & Freyhof, 2007 : Rediagnosis of four species of Alburnus from Turkey and description of two new species (Teleostei: Cyprinidae). Ichthyological Exploration of Freshwaters , vol. 18, n. 3, p. 233-246 (introduction).